# Korvett
För andra betydelser, se Corvette.

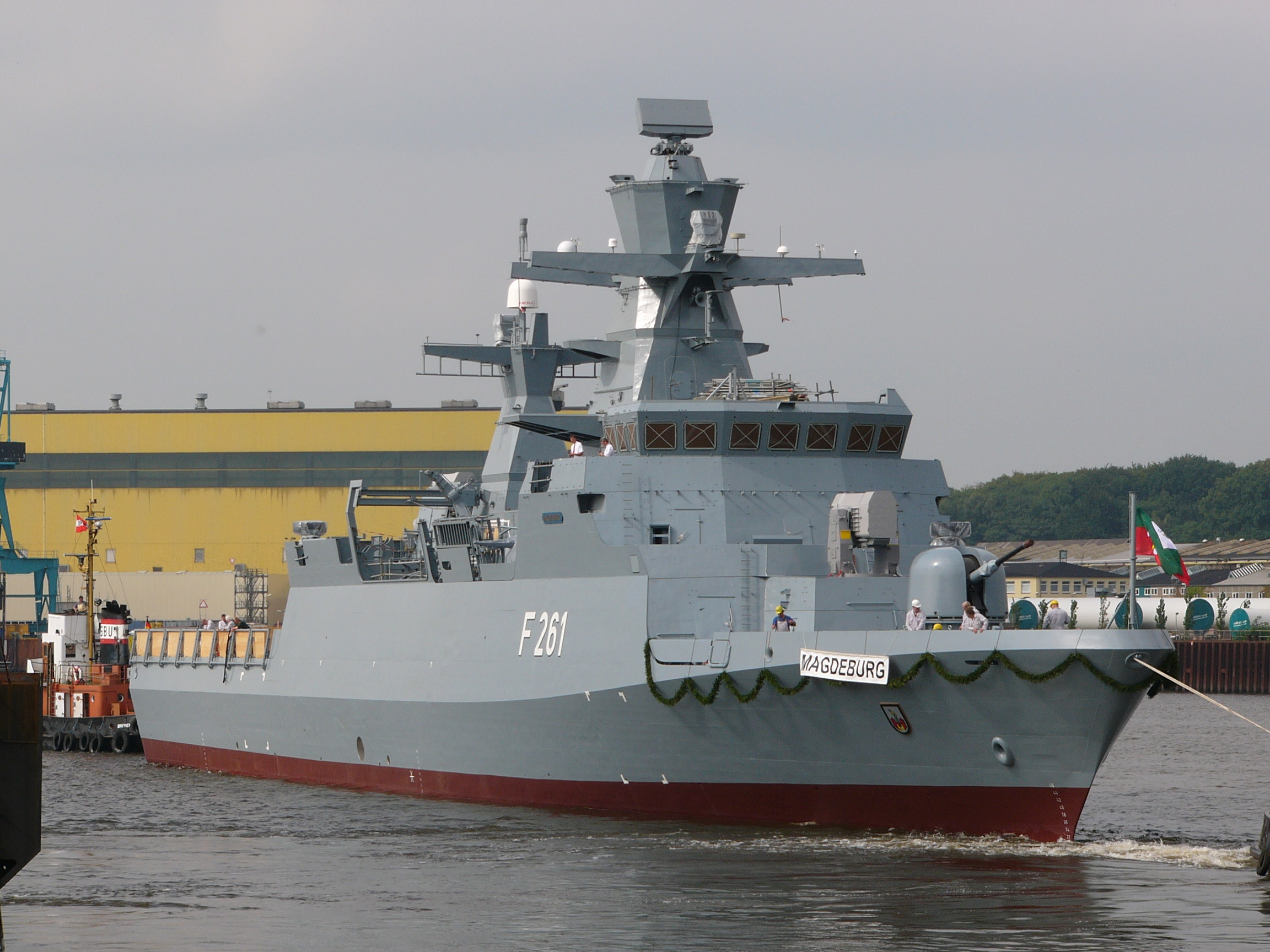
Deutsche Marines korvett F261 Magdeburg.

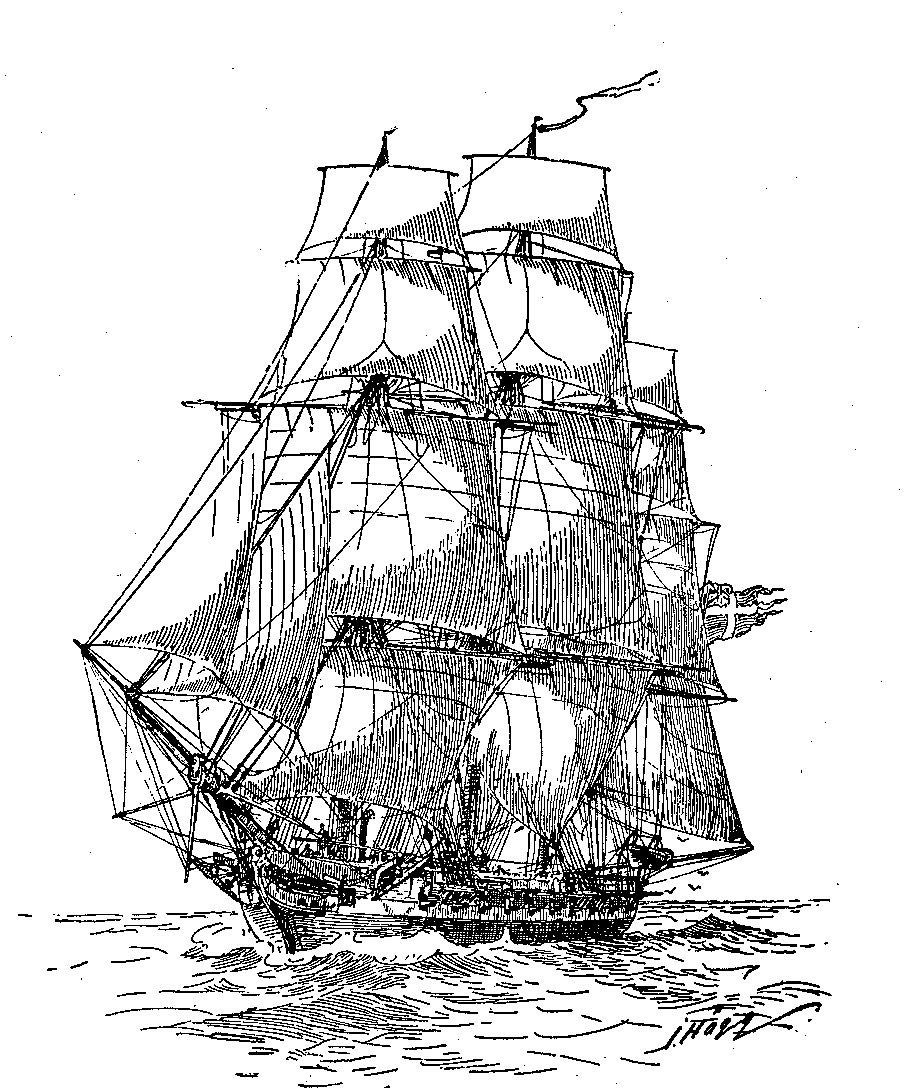
Korvetten Carlskrona. Rekonstruktion av amiral Jacob Hägg.

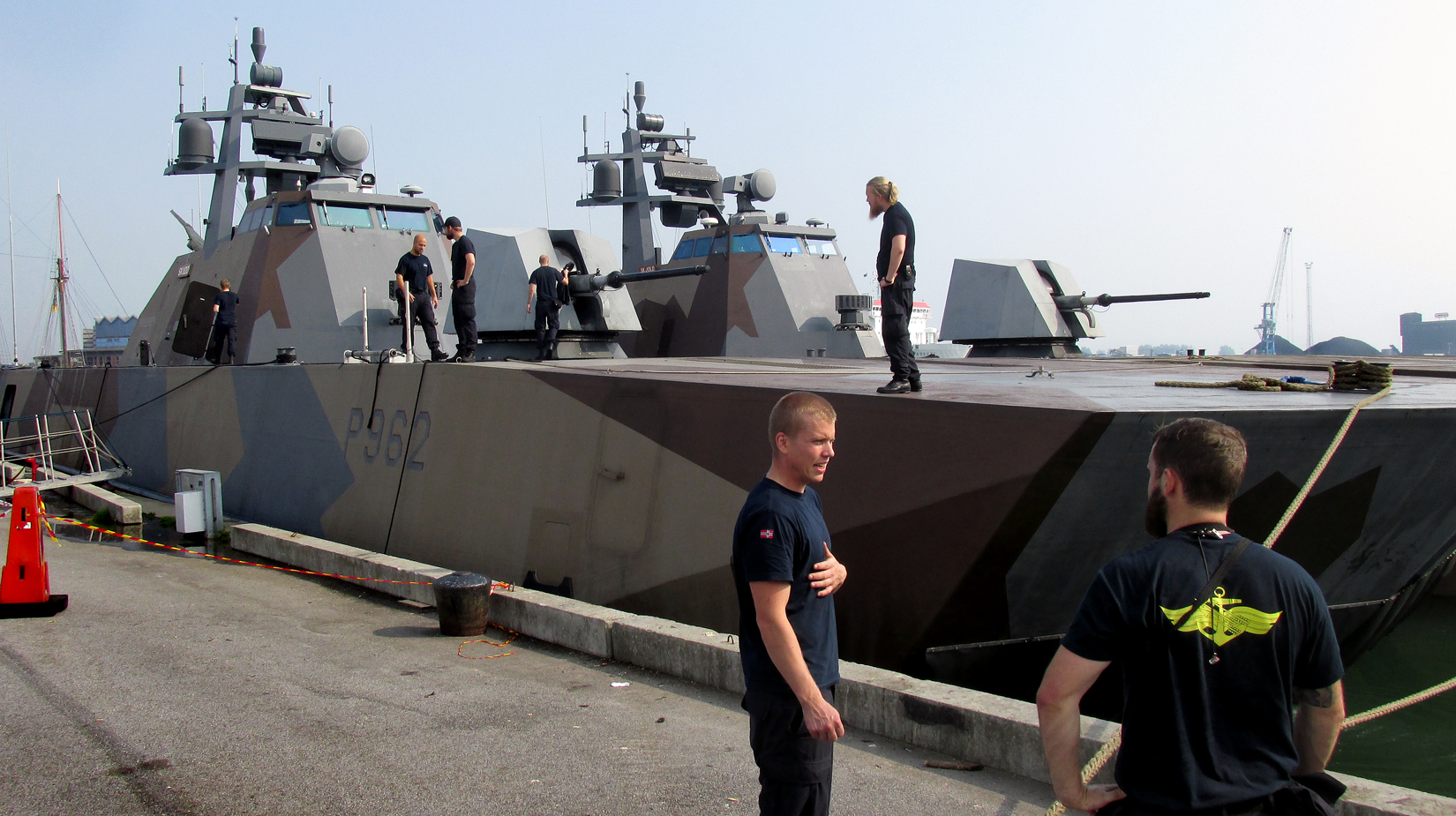
De Norska Korvetterna KNM «Skjold» (P960) och närmast KNM «Skudd» (P962) var under en övning med bland andra HMS Nyköping på besök i Ystad 9 sep 2016.

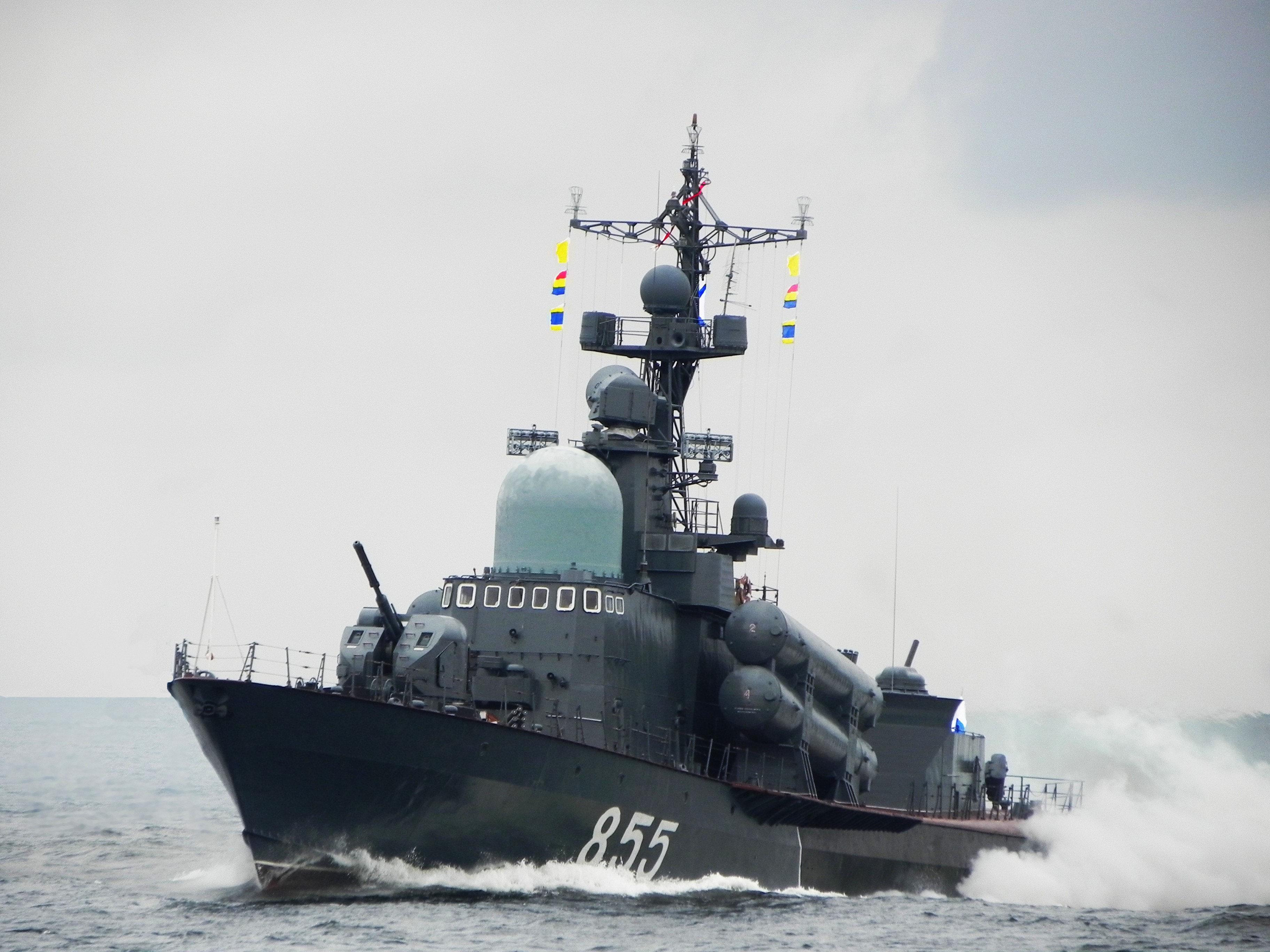
Projekt 1241 Molnija

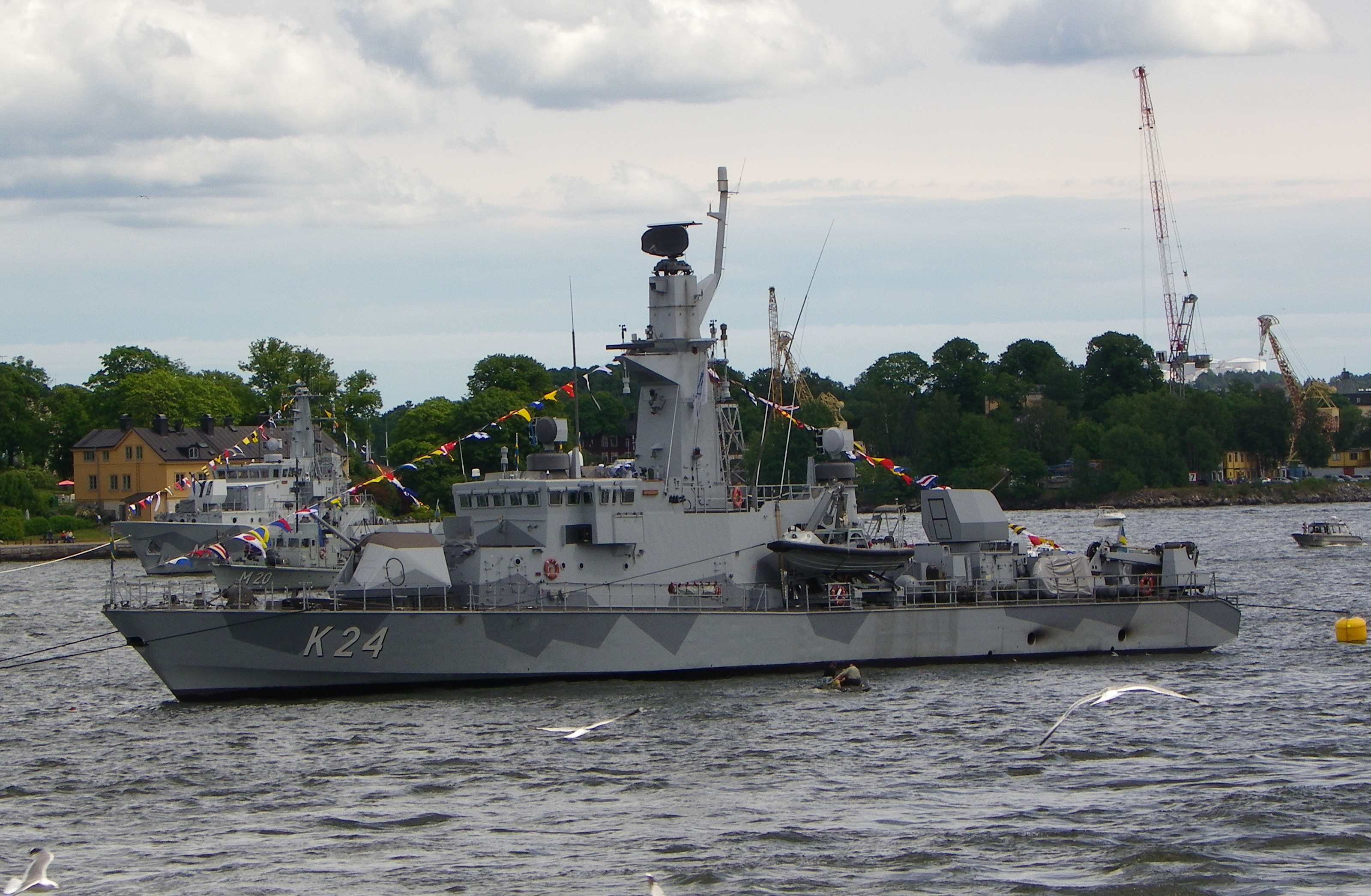
Svenska korvetten HMS Sundsvall (K21) från Göteborg-klassen

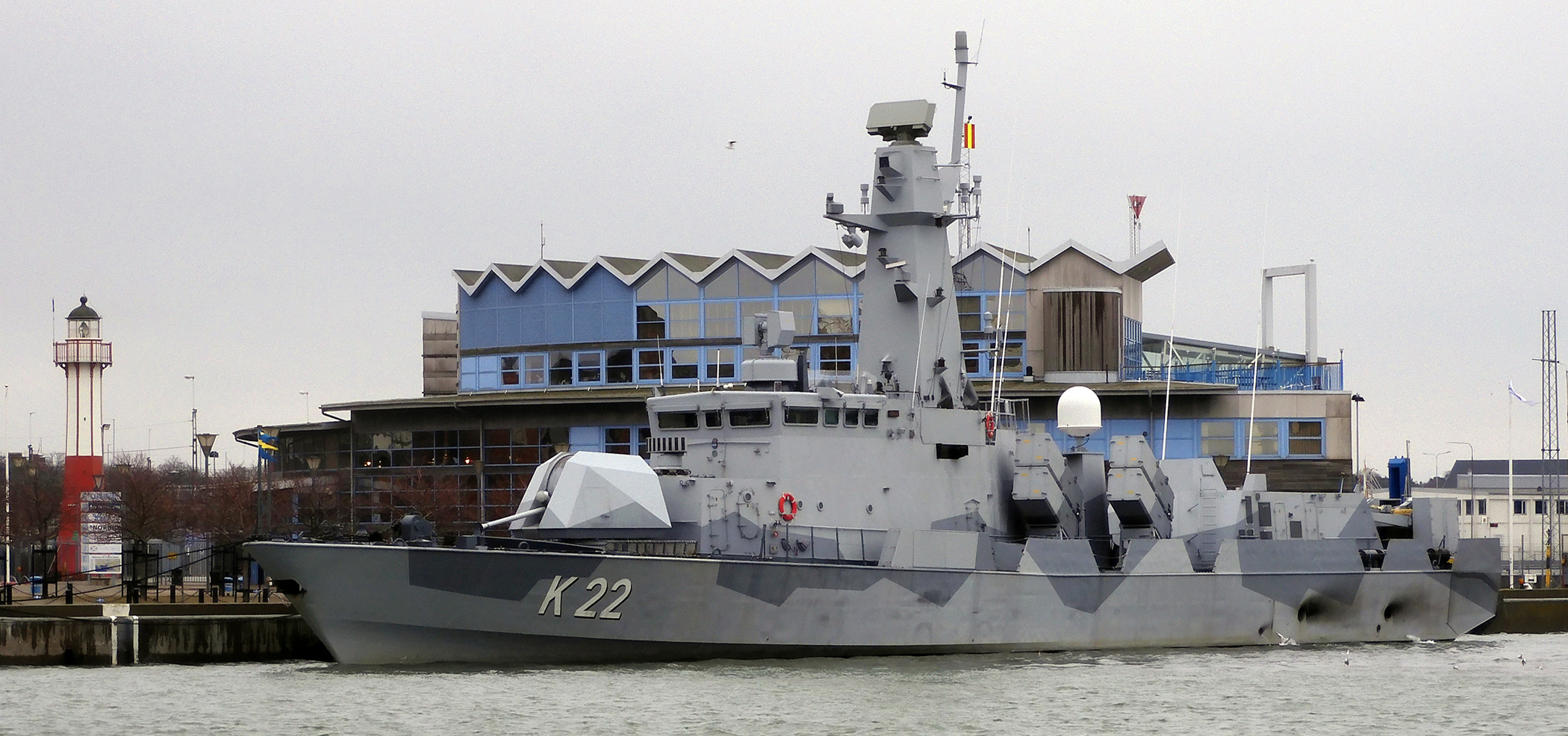
HMS Gävle (K22) på besök i Ystad 10 februari 2024.

En korvett (av franska corvette) är ett mindre, lättmanövrerat och lätt bestyckat örlogsfartyg. Det är mindre än fregatten. Nästan alla moderna flottor använder fartyg mindre än fregatter för kustnära uppgifter, men inte alla flottor kallar dem för korvetter. Korvetter brukar ha ett deplacement på cirka 500–2500 ton. Korvetter är idag den svenska flottans största fartyg med anfallsförmåga.

## Segelfartyg
Korvetten var en tremastad fullriggare, det vill säga hade rår på alla master. Korvettens uppgifter var främst spaning och kaparverksamhet. De var därför relativt lätt byggda och förde en stor segelarea. Benämningen  "Korvett" började användas på svenska örlogsfartyg först i början på 1800-talet. Dessförinnan användes klassbeteckningen "Lätt fregatt". Korvetten förde endast kanoner på batteridäck. Övre däck hölls avsiktligt fritt för att korvetten lättast kunna seglas och manövreras i likhet med tidigare fregatter.
Även sedan ångan gjort sitt intåg fortsatte ångkorvetter att produceras, fortfarande lätta snabbseglade örlogsfartyg med en beväpning på 18–20 på däck, skans eller back. De ersattes dock efterhand av kryssare.

## Andra världskriget
Den moderna korvetten dök upp under det andra världskriget som ett enkelt byggt patrull- och eskortfartyg. Den brittiska marinkonstruktören William Reed skissade upp ett fartyg som baserade sig på ett valfångstfartyg och som snabbt skulle kunna produceras i stort antal. Den framtida brittiska premiärministern, förste sjölorden Winston Churchill hade sitt finger med i spelet när namnet "korvett" återupptogs. De första moderna korvetterna var Flower-klassens korvetter. Deras huvuduppgift var att skydda konvojer i Nordatlanten och från Storbritannien till Murmansk. Den australiensiska flottan byggde 60 korvetter, däribland 20 för den brittiska flottan (bemannade av australiensare) och 4 för den indiska flottan. Dessa beskrevs ofta som australiensiska minsvepare, eller Brathurst-klasskorvetter.
Senare under kriget introducerade den brittiska flottan Castle-klass -korvetterna, av vilka några förblev i tjänst inpå 1950-talet.

## Moderna korvetter

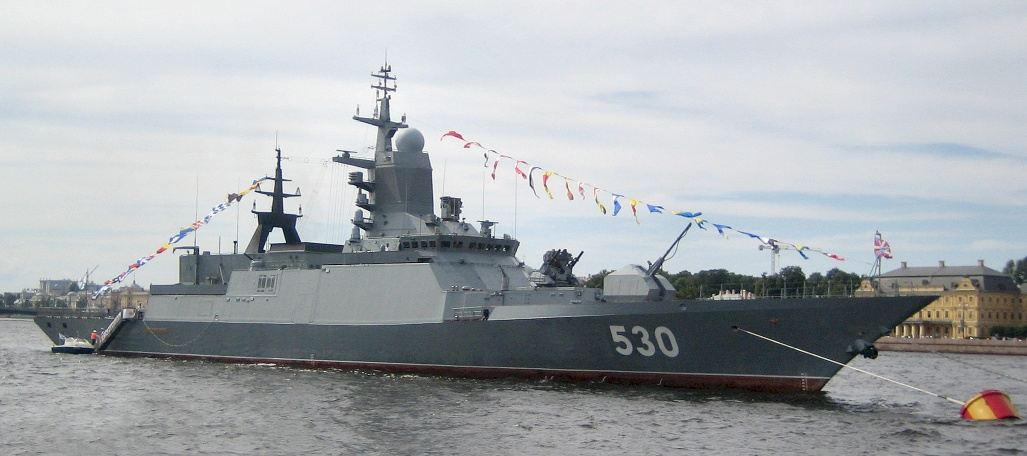
Rysslands senaste korvett-klass, Steregusjtjij.

Efter anfallet mot USS Cole började de moderna flottorna se vikten av mindre, mera manöverdugliga fartyg som kunde operera nära kuster. Dessa fartyg kunde försvara ett lands tillgångar och intressen, långt hemifrån, med sina sofistikerade vapen och övervakningsutrustning. Eftersom de var mindre och billigare än fregatter och jagare så kan de effektivt bekämpa de små attackbåtar som användes i anfallet mot USS Cole. Vid samma tidpunkt började de mindre ländernas flottor inse att deras havsgående patrullbåtar saknade möjlighet att försvara sig själva i ett modernt krig, speciellt ifrån luftangrepp.
Dagens typiska korvetter är storleksmässigt mellan patrullbåtar och fregatter i både storlek och egenskaper. Deras deplacement är mellan 500 och 2 500 ton och deras längd mellan 55 och 100 meter. De är ofta beväpnade med medel- eller småkalibriga vapen, ytmålsrobotar och luftvärnsrobotar samt undervattensvapen. Många kan antingen ta emot eller härbärgera en helikopter för ubåtsjakt.
Den troligen mest avancerade korvetten idag är den svenska Visby-klassen. Det är det första operationella örlogsfartyget som till stora delar utnyttjar smygtekniken. Flera andra flottor, däribland Tysklands, Polens, Rysslands och Israels flottor håller på att utveckla liknande fartyg. USA utvecklar för närvarande sitt kuststridsskepp Littoral Combat Ship som kommer att bli mycket liknande en korvett.

## Korvettens stridsförmågor
Med ytstrid menas lokalisering, klassificering och bekämpning av andra ytfartyg. För lokalisering och klassificering används signalspaningsutrustning och avancerade radarsystem. Vapensystemen inom ytstriden är främst sjömålsrobotar. Det svenska korvettsystemet är bestyckat med det vidareutvecklade sjömålsrobotsystemet Robot 15.
Med luftstrid menas framförallt förmågan till självförsvar mot lufthot i form av attackflyg, sjömålsrobotar och helikopter. För upptäckt och klassificering av ett lufthot används radar och signalspaning. För bekämpning av lufthot används vanligtvis artilleri, luftvärnsrobotar och kulsprutor. Dagens svenska korvetter är utrustade med en 57 mm allmålspjäs. Göteborg-klassen är också utrustade med en 40 mm luftvärnspjäs. För att avleda en inkommande sjömålsrobot utrustas fartygen även med avancerade motmedelssystem. Sådana system är oftast utformade så att de skickar upp ett moln av vilseledande metallremsor eller brinnande facklor. Metallremsorna vilseleder radarmålsökande robotar och facklorna förvillar robotar med infraröd målsökare.
Med undervattensstrid menas främst förmågan till ubåtsjakt. Ubåtsjakten bedrivs med hjälp av sensorer i form av aktiva och passiva sonarer (även kallat hydrofoner), sonarbojar och vapenverkan i form av antiubåtsgranater, torpeder och sjunkbomber. Till undervattensstriden hör även förmågan att lägga ut mineringar, något som samtliga svenska örlogsfartyg har möjlighet att göra. Korvetterna i Visby-klassen har också kvalificerade system för minröjning.

## Svenska korvetter
Dagens svenska ytstridsflotta består av tre olika typer av korvetter: Stockholm-klassen, Göteborg-klassen och Visby-klassen. Samtliga har förmåga till strid i tre dimensioner, ytstrid, undervattensstrid och luftstrid. Visby-klassen har dessutom tillförts förmågan att oskadliggöra minor.

### Kustkorvett

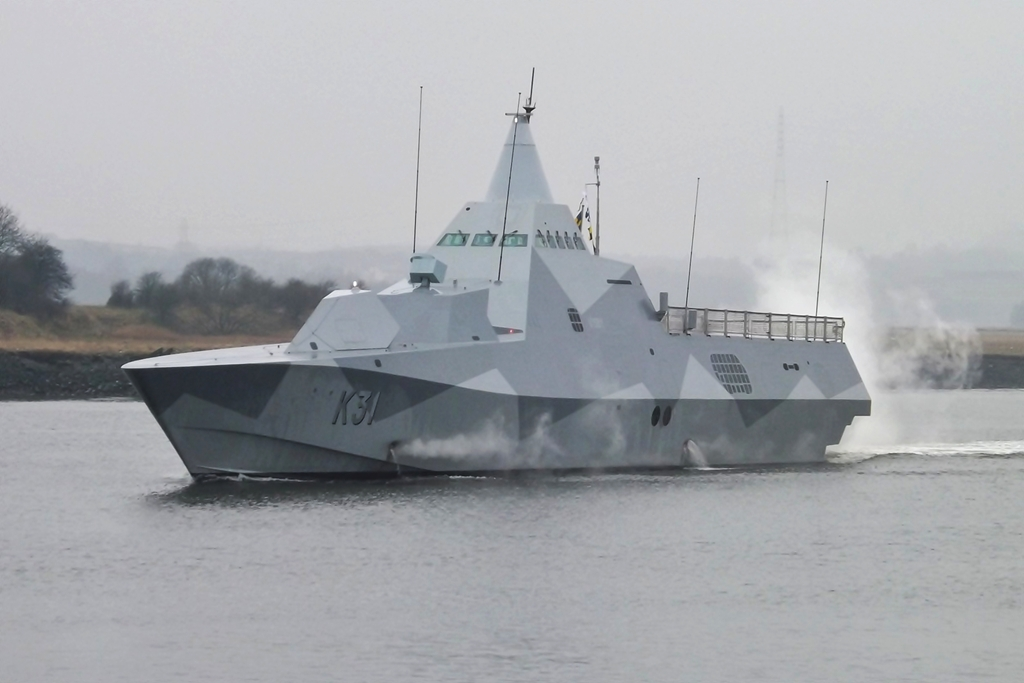
Svenska korvetten K31 Visby från Visby-klassen

Kustkorvett är en tidigare benämning på ett antal svenska ytstridsfartyg i storleken 400 ton. Sedan 1997 kallas denna fartygstyp enbart korvett.

### Uppgifter
Svenska korvetter skall kunna lösa många olika uppgifter, till exempel: 
- Hindra kränkningar av svenskt territorium
- Medverka till att förhindra ett väpnat angrepp på Sverige och/eller svenska intressen
- Delta i en internationell fredsbevarande eller fredsframtvingande styrka, till exempel upprätthålla ett embargo beslutat av FN.
- Sjöfartskontroll
- Eskortering och konvojering
- Stödja civila myndigheter såsom kustbevakning och räddningstjänst vid exempelvis sjöräddningsuppdrag.

- HMS Gävle och HMS Sundsvall stod under 2006–2007 i 30 dagars beredskap med sjömän och officerare med beredskapskontrakt. 30 dagar är tiden tills förbandet skall vara på väg mot operationsområdet. Förbandet skall kunna verka i upp till sex månader. Insats sker efter regeringsbeslut och sker då sannolikt inom ramen för EU eller FN. Den 13 oktober 2006 beslutade regeringen att ställa HMS Gävle till FN:s förfogande för en fredsfrämjande insats utanför Libanon. HMS Sundsvall genomförde motsvarande uppgift därefter. Vidare har HMS Stockholm och HMS Malmö tillsammans med stödfartyget HMS Trossö genomfört uppgifter inom ramen EU Navfor i de pirathärjade vattnen utanför Somalia under 2009.

### Svenska korvetter
- HMS Stockholm (K11)
- HMS Malmö (K12)
- HMS Göteborg (K21)
- HMS Gävle (K22)
- HMS Kalmar (K23)
- HMS Sundsvall (K24)
- HMS Visby (K31)
- HMS Helsingborg (K32)
- HMS Härnösand (K33)
- HMS Nyköping (K34)
- HMS Karlstad (K35)

## Finländska korvetter
Finland hade mellan åren 1968 och 1999 två kanonbåtar i bruk som internationellt sett brukar klassas som korvetter:
- Turunmaa
- Karjala